# Mbebe-Kikot
Mbebe-Kikot est un village de la région du Centre du Cameroun, situé dans la commune de Bot-Makak. Le village Mbebe-Kikot est situé à 100 km au Nord-Ouest de Yaoundé.

## Population et développement
La population de Mbebe-Kikot était de 292 habitants, lors du recensement de 2005. La population est constituée pour l’essentiel de Bassa.  
Le village dispose d'une école et d'un dispensaire. La cacaoculture est la principale activité économique du village.